# Jacob Rees-Mogg
Jacob William Rees-Mogg (rođen 24. svibnja 1969.) je britanski političar koji je od 2019. na dužnostima čelnika Donjega doma Parlamenta i lorda predsjednika Vijeća, te koji je član Parlamenta od 2010., kao zastupnik iz izborne jedinice u Sjeveroistočnom Somersetu. Član je Konzervativne stranke i Grupe Cornerstone, te se smatra društvenim konzervativcem.
Rees-Mogg se rodio u Hammersmithu u Londonu i pohađao je Eton. Potom je studirao povijest na Trinity Collegeu u Oxfordu i bio predsjednik Konzervativne udruge Sveučilišta u Oxfordu. Radio je u londonskom Cityju za Lloyd George Management do 2007. godine, a zatim je suosnivač tvrtke za upravljanje hedge fondom Somerset Capital Management LLP. Stekao je znatno bogatstvo: njegova procijenjena neto vrijednost u 2016. bila je između 55 milijuna funti do (uključujući imovinu njegove supruge) 150 milijuna funti. Ušavši u politiku, neuspješno se kandidirao na općim izborima 1997. i 2001., te je izabran za zastupnika u sjeveroistočnom Somersetu 2010. godine. Ponovno je izabran 2015. i 2017., s povećanim udjelom glasova svaki put. Unutar Konzervativne stranke pridružio se tradicionalističkoj i društveno konzervativnoj grupi Cornerstone. Sin je dugogodišnjega urednika londonskoga Timesa, Williama Rees-Mogga, i brat političarke Annunziate Rees-Mogg.
Za vrijeme vlade premijera Davida Camerona, Rees-Mogg bio je jedan od buntovnijih članova parlamentarne Konzervativne stranke, suprotstavljajući se vladi po pitanjima poput uvođenja istopolnih brakova. Postao je poznat po svojim govorima i filibusterima u parlamentarnim raspravama. Euroskeptik, predložio je izborni pakt između konzervativaca i Stranke neovisnosti Velike Britanije (UKIP) i na referendumu 2016. godine zalagao se za izlazak iz članstva u Europskoj uniji. Pridružio se euroskeptičnoj Europskoj istraživačkoj skupini (ERG), postavši predsjedatelj 2018. godine. Privukao je podršku kroz kampanju Moggmentum na društvenim mrežama i spominjan je kao potencijalni nasljednik premijerke Therese May kao čelnik Konzervativne stranke. Međutim, podržao je Borisa Johnsona u izboru za čelnika 2019. godine. Nakon što je postao premijer, Johnson ga je imenovao za čelnika Donjeg doma i lorda predsjednika Vijeća.
Rees-Mogg kontroverzna je pojava u britanskoj politici. Opisan je kao društveni konzervativac i hvaljen kao političar s vlastitim uvjerenjima, čiji se anakroni maniri i svjesno tradicionalistički stavovi često smatraju zabavnima. prozvan je "uvaženim zastupnikom za XVIII. stoljeće. Kritičari ga vide kao reakcionarnu pojavu, a neki od njegovih stavova učinili su ga metama organiziranih prosvjeda.

## Vanjske poveznice
- Službena stranica
- Jacob Rees-Mogg MP  Arhivirana inačica izvorne stranice od 24. rujna 2013. (Wayback Machine) - stranačka stranica
- Jacob Rees-Mogg  Arhivirana inačica izvorne stranice od 5. ožujka 2016. (Wayback Machine) North East Somerset Conservatives

| Političke dužnosti               | Političke dužnosti                                | Političke dužnosti |
| -------------------------------- | ------------------------------------------------- | ------------------ |
| prethodnik Nova izborna jedinica | Zastupnik za Sjeveroistočni Somerset 2010–        | nasljednik         |
| prethodnik Mel Stride            | čelnik Donjega doma 2019–                         | nasljednik         |
| prethodnik Mel Stride            | lord predsjednik Vijeća 2019–                     | nasljednik         |
| prethodnik Suella Fernandes      | predsjedatelj Europske istraživačke skupine 2018– | nasljednik         |